# Athemus biatrovittata
Athemus biatrovittata là một loài bọ cánh cứng trong họ Cantharidae. Loài này được Pic miêu tả khoa học năm 1929.